# حمدی نوح

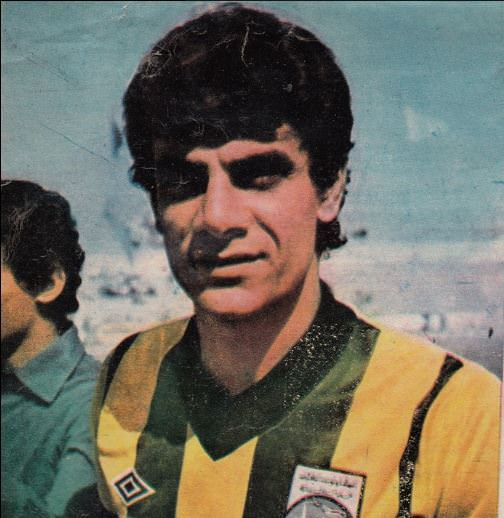
حمدی نوح، بازیکن سابق فوتبال مصری

حمدی نوح (انگلیسی: Hamdi Nouh؛ زادهٔ ۲۳ آوریل ۱۹۵۴) بازیکن سابق و مربی فوتبال اهل مصر است.
وی همچنین در تیم ملی فوتبال مصر بازی کرده‌است.